# 니카라과 v. 독일
2024년 3월 1일, 니카라과는 독일이 이스라엘-하마스 전쟁에서 이스라엘을 지원한 것과 관련하여 집단살해죄의 방지와 처벌에 관한 협약을 근거로 점령된 팔레스타인 영토에 대한 특정 국제 의무 위반 혐의(영어: Alleged Breaches of Certain International Obligations in Respect of the Occupied Palestinian Territory)로 독일을 상대로 국제사법재판소(ICJ)에 소송을 제기했다. 니카라과는 해당 소송에서, 유엔 팔레스타인 난민 구호 사업 기구(UNRWA)에 대한 독일의 자금 지원 재개와 이스라엘에 대한 군사 물자 지원 중단을 포함한 잠정적 보호 조치를 요청했다. 이 소송 이후 피고인 독일은 니카라과가 소송에서 제기한 의견과 상충된 의견을 내놓았다.
니카라과의 소송이 있기 약 3개월 전, 이스라엘-하마스 전쟁이 악화될 때 남아프리카 공화국은 이스라엘이 전쟁 범죄를 일으키고 있다는 이유로 기소했다. 일부 학자들은 니카라과의 이 소송을 남아프리카 공화국이 건 소송의 연장선으로 보기도 한다. 다른 학자들은 니카라과의 소송을 전쟁 범죄 당사국이 아닌 전쟁 범죄에 기여한 국가를 기소했다는 점에 의미를 두기도 했다.

## 배경

### 남아프리카의 이스라엘 기소
이전에 법정에서 진행된 절차에서 남아프리카 공화국은 이스라엘이 집단학살 방지 협약을 위반하여 가자 지구에서 팔레스타인인에 대한 집단학살을 저질렀으며, 현재도 저지르고 있다고 주장했다. 또한, 이를 이스라엘이 팔레스타인에서 벌이는 행위를 더 넓은 맥락에서 설명하며, 남아프리카 공화국은 이를 75년 간의 아파르트헤이트, 56년 간의 점령, 16년 간의 가자지구 봉쇄로 규정했다. 남아프리카 공화국은 국제사법재판소(ICJ)에 이스라엘이 가자지구 안, 그리고 가자지구를 향한 군사 작전을 즉시 중단하도록 명령하는 긴급 잠정 보호 조치를 내릴 것을 요청했다.
이스라엘 외무부는 남아프리카 공화국의 주장을 "근거 없는 것"으로 묘사했고,  남아프리카 공화국을 "하마스의 법적 대리인으로 기능하고 있다"고 비판했다. 이스라엘은 2023년 10월 7일 하마스가 주도한 자국 영토 공격에 대응하여 국제법에 따른 자위전을 수행하고 있다고 주장했다. 이 공격으로 약 1,200명이 사망했으며, 그들 대부분은 민간인이었다. 이스라엘은 계속되는 민간인 거주 지역에 대한 미사일 공격, 이스라엘 인질의 납치 및 가자 지구에서의 억류를 지적하며, 전쟁 내각과 군사 당국의 지침이 집단학살 의도가 없음을 주장했다. 민간인 사상자가 많다는 점을 인정하면서도, 이스라엘은 하마스와 다른 무장 단체들이 민간인 인프라를 군사 자산과 작전을 숨기기 위한 은신처로 사용한 결과라고 했다. 또한 이스라엘은 국제법을 준수하고 있으며, 해당 지역에 인도적 지원을 원활히 제공하고 있다고 주장했다.
2024년 1월 26일, 국제사법재판소는 임시 조치 요청에 관한 명령을 내렸으며, 이스라엘이 1948년 집단살해 협약에 따라 집단 학살로 간주될 수 있는 모든 행위를 방지하기 위한 모든 조치를 취하도록 명령했다. 법원은 "남아프리카 공화국이 이스라엘이 가자 지구에서 저지른 것으로 주장한 행위 및 작전 행위 중 적어도 일부는 [집단살해] 협약의 조항에 해당할 가능성이 있다"고 밝혔다. 남아프리카 공화국이 요청한 가자 지구 내 군사 작전 중단에 대해서는 이스라엘에 명령하지 않았다. 남아프리카 공화국과 이스라엘 양측의 관계자들은 각자가 이를 승리로 간주하며 법원의 결정을 환영했다. 또한 법원은 가자 지구에서 억류된 인질들의 운명에 대해 "심각한 우려"를 표명했고, 최종 판결 전 가자 지구의 비극적 상황이 "더 악화될 심각한 위험에 처해 있다"고 인정했다.